# وزیکول

نمای یک وزیکول ساده (لیپوزوم)

وزیکول یا ریز کیسه یک حباب درون یا بیرون سلول است که حاوی مایع یا سیتوپلاسم بوده و پوستهٔ آن یک غشای دولایه لیپیدی است. به‌طور دقیق‌تر وزیکول یک کیسهٔ پوسته مانند درون سلولی می‌باشد که به ترابری و اندوختن مواد می‌پردازد. وزیکول دست کم از یک لایهٔ دوجدارهٔ فسفولیپیدی تشکیل شده است.
انواع مختلفی از وزیکول وجود دارد مثل: لیزوزوم، وزیکول انتقالی، وزیکول تراوشی و… وزیکول‌ها در بخش‌های مختلفی از سلول مانند شبکهٔ آندوپلاسمی، دستگاه گلژی، پوسته سلول و… ساخته می‌شوند. وزیکول‌هایی که به صورت مصنوعی نیز ساخته می‌شوند. لیپوزوم‌ها ومیسل و نیوزوم‌ها از این دسته هستند، اندازهٔ این وزیکول‌ها بر اساس کاربردشان اندازه‌های مختلفی دارند به عنوان مثال لیزوزوم از وزیکول انتقالی اندازه بزرگ‌ترین دارد.

اندامک‌های درون سلول جانوران: (۱) هستک (۲) هسته (۳) ریبوزوم (۴) وزیکول (۵) شبکه آندوپلاسمی زبر (۶) دستگاه گلژی (۷) اسکلت سلولی (سیتواسکلتون) (۸) شبکه آندوپلاسمی صاف (۹) میتوکندری (۱۰) واکوئل (۱۱) سیتوپلاسم (۱۲) لیزوزوم (۱۳) سانتریول

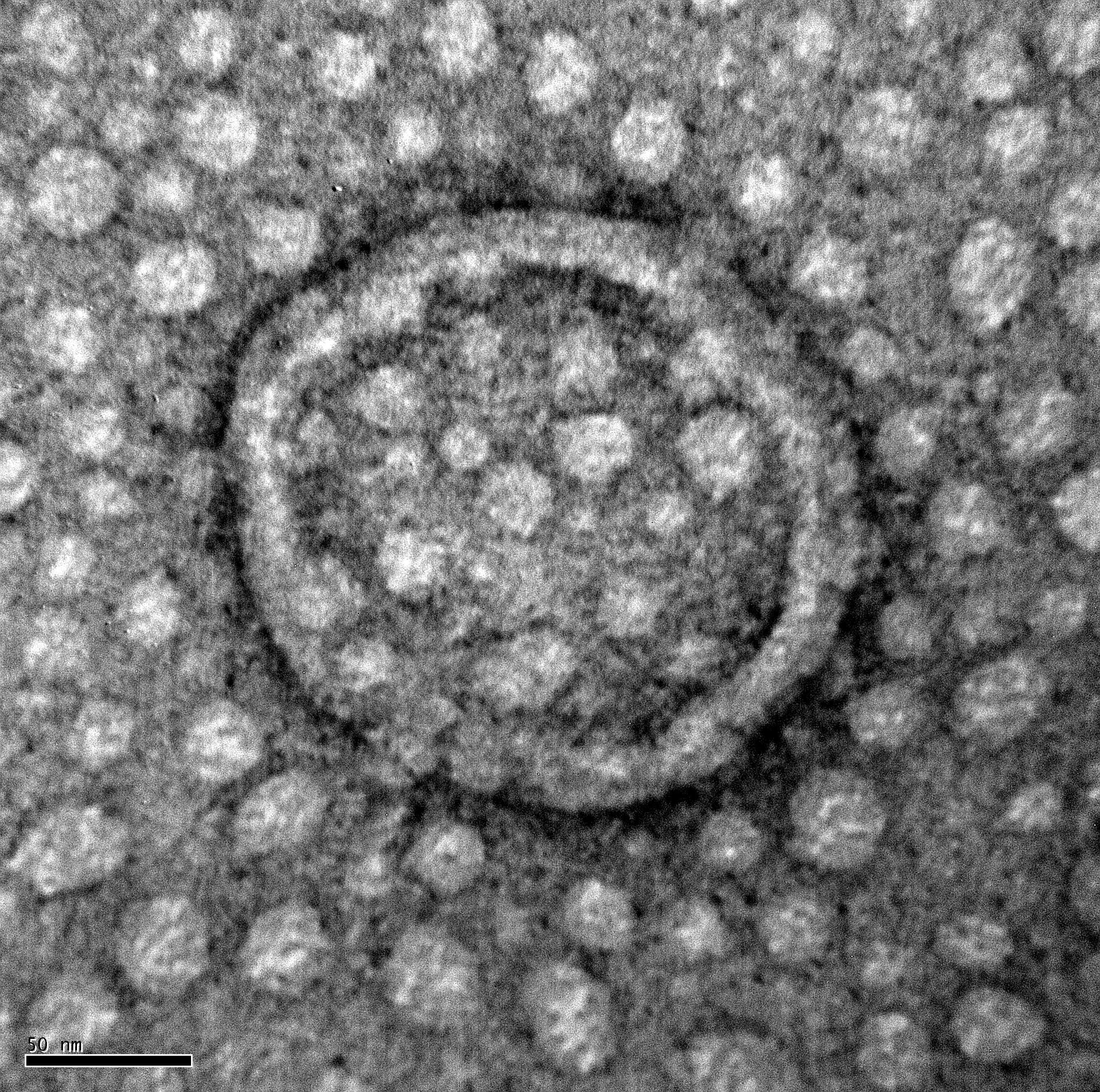
تصویر واقعی لیپوزوم (دایره بزرگ در مرکز)

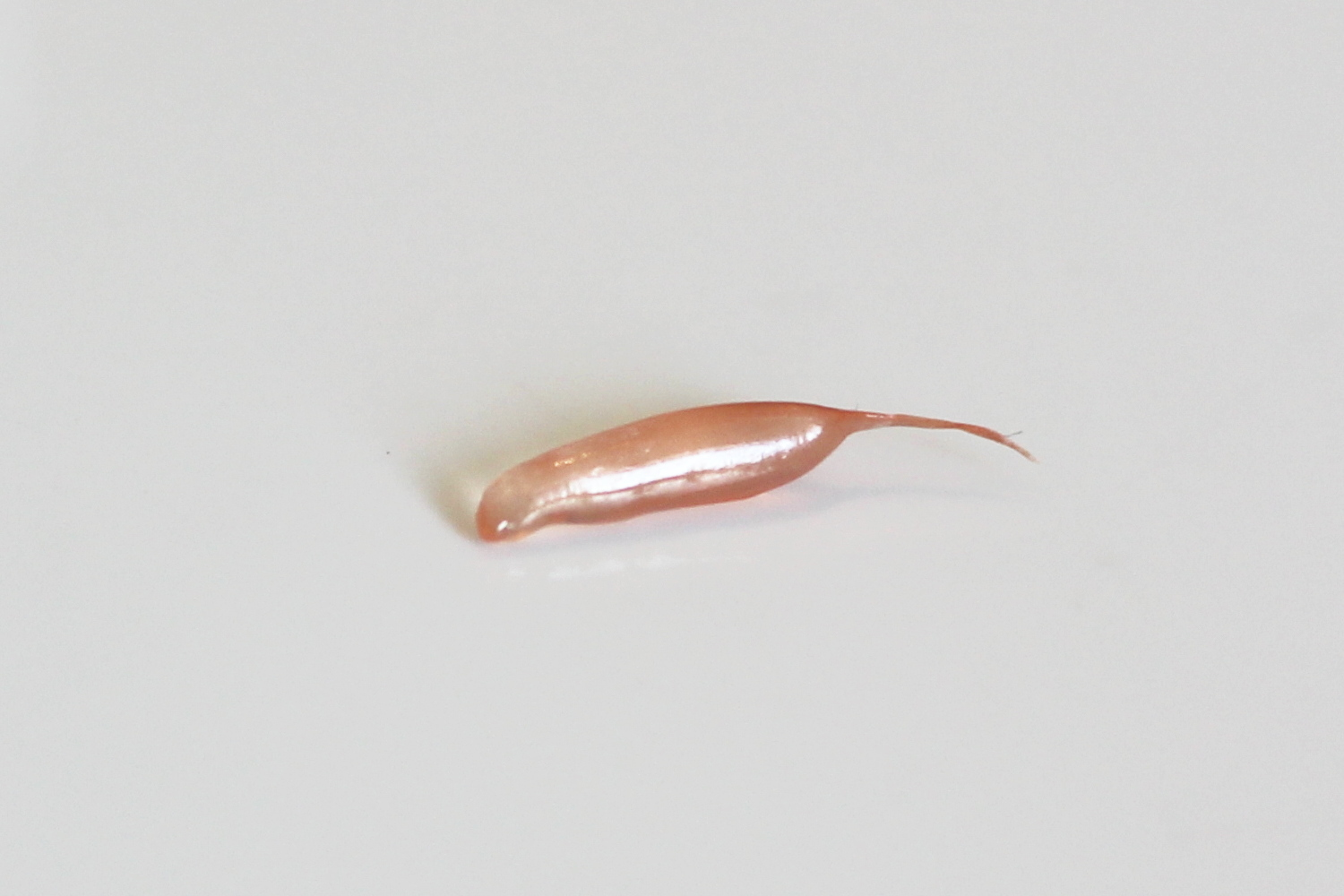
یک تک‌دانه وزیکول گریپ‌فروت.

## وزیکول‌های سیناپسی
وزیکول‌های سیناپسی از تخصص‌یافته‌ترین انواع وزیکول‌ها در سیستم عصبی هستند که در پایانه‌های آکسونی نورون‌ها متمرکز شده‌اند. این وزیکول‌های ۴۰–۵۰ نانومتری حاوی غلظت بالایی از انتقال‌دهنده‌های عصبی مانند استیل‌کولین، گلوتامات، گابا و دوپامین هستند. هر وزیکول سیناپسی حاوی حدود ۱۰۰۰۰–۵۰۰۰۰ مولکول انتقال‌دهنده عصبی است که به صورت کوانتومی آزاد می‌شوند.
فرایند آزادسازی انتقال‌دهنده‌های عصبی از وزیکول‌های سیناپسی یک مکانیسم بسیار تنظیم‌شده است که به آن اگزوسیتوز وابسته به کلسیم می‌گویند. هنگامی که پتانسیل عمل به پایانه آکسونی می‌رسد، کانال‌های کلسیمی ولتاژ-وابسته باز می‌شوند و ورود کلسیم به داخل سلول باعث اتصال پروتئین‌های سنتاکسین و SNAP-25 به وزیکول‌ها شده و در نهایت آزادسازی انتقال‌دهنده‌ها را تحریک می‌کند. اختلالات در عملکرد وزیکول‌های سیناپسی با طیف وسیعی از بیماری‌های عصبی مرتبط است. به عنوان مثال، در بیماری آلزایمر، تجمع پروتئین‌های تاو و آمیلوئید-بتا باعث اختلال در حرکت وزیکول‌های سیناپسی می‌شود. در بیماری پارکینسون نیز تخریب نورون‌های دوپامینرژیک منجر به کاهش تعداد وزیکول‌های سیناپسی حاوی دوپامین می‌گردد. تحقیقات اخیر نشان داده‌اند که تنظیم مجدد عملکرد وزیکول‌های سیناپسی می‌تواند راه‌حلی نویدبخش برای درمان این بیماری‌ها باشد.

## وزیکول‌های خارج‌سلولی
وزیکول‌های خارج‌سلولی (EVs) جمعیت ناهمگونی از وزیکول‌های غشادار هستند که توسط انواع سلول‌ها به محیط خارج‌سلولی ترشح می‌شوند. این وزیکول‌ها بر اساس اندازه و منشأ به سه دسته اصلی تقسیم می‌شوند: اگزوزوم‌ها (۳۰–۱۵۰ نانومتر)، میکرووزیکول‌ها (۱۰۰–۱۰۰۰ نانومتر) و اجسام آپوپتوزی (۵۰۰–۲۰۰۰ نانومتر). اگزوزوم‌ها از طریق تشکیل اجسام چندوزیکولی درون سلول ایجاد می‌شوند، در حالی که میکرووزیکول‌ها مستقیماً از جوانه‌زنی غشای پلاسمایی منشأ می‌گیرند.
مطالعات گسترده نشان داده‌اند که وزیکول‌های خارج‌سلولی حامل بارهای بیولوژیکی متنوعی از جمله پروتئین‌ها، لیپیدها، اسیدهای نوکلئیک (DNA, RNA) و حتی متابولیت‌ها هستند. این محموله‌های مولکولی می‌توانند پس از جذب توسط سلول‌های هدف، عملکرد آن‌ها را به‌طور قابل توجهی تغییر دهند. به عنوان مثال، اگزوزوم‌های مشتق از سلول‌های بنیادی مزانشیمی دارای اثرات ترمیمی قابل توجهی در بافت‌های آسیب‌دیده هستند.
در زمینه بیماری‌ها، وزیکول‌های خارج‌سلولی نقش دوگانه‌ای ایفا می‌کنند. از یک طرف در پیشرفت بیماری‌هایی مانند سرطان، عفونت‌های ویروسی و بیماری‌های نورودژنراتیو مشارکت دارند و از طرف دیگر می‌توانند به عنوان نشانگرهای تشخیصی و ابزارهای درمانی مورد استفاده قرار گیرند. امروزه از اگزوزوم‌ها در توسعه روش‌های درمانی نوین مانند واکسن‌های مبتنی بر اگزوزوم و سیستم‌های دارورسانی هدفمند استفاده می‌شود.

## لیپوزوم‌ها
لیپوزوم‌ها نانوساختارهای کروی مصنوعی هستند که از یک یا چند دولایه فسفولیپیدی تشکیل شده‌اند. این ساختارها برای اولین بار در سال ۱۹۶۵ توسط الکس بانگام توصیف شدند و از آن زمان تاکنون تحول عظیمی در حوزه دارورسانی ایجاد کرده‌اند. لیپوزوم‌ها به دلیل شباهت ساختاری به غشای سلولی، زیست‌سازگاری بالایی دارند و می‌توانند هم مواد آب‌دوست (در فضای آبی مرکزی) و هم مواد آب‌گریز (در دولایه لیپیدی) را حمل کنند.
توسعه فرمولاسیون‌های لیپوزومی در دارورسانی منجر به ایجاد نسل جدیدی از داروها شده است. از جمله موفق‌ترین نمونه‌ها می‌توان به دوکسوروبیسین لیپوزومی (Doxil) اشاره کرد که اولین داروی لیپوزومی تأیید شده توسط FDA در سال ۱۹۹۵ بود. این فرمولاسیون با محصور کردن داروی ضدسرطان دوکسوروبیسین درون لیپوزوم‌های پوشیده‌شده با پلی‌اتیلن گلیکول، هم سمیت قلبی دارو را کاهش داد و هم نیمه‌عمر گردش خون آن را افزایش داد.
پیشرفت‌های اخیر در فناوری لیپوزوم‌ها منجر به توسعه سیستم‌های هوشمند پاسخگو به محرک‌ها شده است. به عنوان مثال، لیپوزوم‌های حساس به pH در محیط اسیدی تومورها، لیپوزوم‌های حساس به دما که با گرمایش موضعی فعال می‌شوند و لیپوزوم‌های هدف‌گیری‌شده با آنتی‌بادی که به‌طور اختصاصی به سلول‌های هدف متصل می‌شوند. این فناوری‌ها دقت و اثربخشی درمان‌های دارویی را به‌طور چشمگیری افزایش داده‌اند.

## وزیکول‌های گازی
وزیکول‌های گازی ساختارهای پروتئینی منحصر به فردی هستند که عمدتاً در باکتری‌ها و آرکئاهای آبزی یافت می‌شوند. این ساختارهای استوانه‌ای شکل که طول آنها به ۲۰۰–۱۰۰۰ نانومتر می‌رسد، از پروتئین‌های محافظ (Gvp) تشکیل شده‌اند که یک فضای پر از گاز را احاطه کرده‌اند. برخلاف وزیکول‌های غشایی، وزیکول‌های گازی کاملاً نفوذناپذیر به آب هستند اما به گازها اجازه انتشار آزادانه را می‌دهند (Walsby, 1994).
عملکرد اصلی وزیکول‌های گازی تنظیم شناوری در آب است. با تغییر تعداد این وزیکول‌ها، میکروارگانیسم‌ها می‌توانند موقعیت خود را در ستون آب تنظیم کنند تا به نور خورشید یا منابع غذایی دسترسی بهتری داشته باشند. مطالعات نشان داده‌اند که برخی سیانوباکتری‌ها می‌توانند در پاسخ به تغییرات نور، تولید وزیکول‌های گازی خود را تنظیم کنند که یک نمونه جالب از تطابق فیزیولوژیک است (Pfeifer, 2012).
کاربردهای نوین وزیکول‌های گازی در فناوری‌های تصویربرداری پزشکی بسیار امیدوارکننده است. از آنجا که این ساختارها امواج اولتراسوند را به شدت منعکس می‌کنند، می‌توانند به عنوان کنتراست‌دهنده‌های طبیعی در سونوگرافی استفاده شوند. همچنین، مهندسی ژنتیک این وزیکول‌ها امکان هدف‌گیری اختصاصی به بافت‌های خاص را فراهم کرده است که تحولی در تصویربرداری تشخیصی محسوب می‌شود (Shapiro et al. , 2014).

## وزیکول‌های ماتریکس
وزیکول‌های ماتریکس ذرات غشادار تخصص‌یافته‌ای هستند که توسط سلول‌های استخوان‌ساز (استئوبلاست‌ها) و غضروف‌ساز (کندروسیت‌ها) تولید می‌شوند. این وزیکول‌ها با قطر ۳۰–۳۰۰ نانومتر حاوی آنزیم‌های کلیدی مانند آلکالین فسفاتاز و فسفودی استراز هستند که در فرایند معدنی‌شدن ماتریکس خارج سلولی نقش اساسی دارند (Anderson, 2003).
مکانیسم عمل وزیکول‌های ماتریکس شامل چند مرحله کلیدی است: اولاً، این وزیکول‌ها یون‌های کلسیم و فسفات را در غشای خود تجمع می‌دهند. ثانیاً، آنزیم‌های موجود در آنها فسفات غیرآلی را تولید می‌کنند. ثالثاً، با تجمع کریستال‌های هیدروکسی‌آپاتیت، وزیکول‌ها پاره شده و این کریستال‌ها را به ماتریکس خارج سلولی آزاد می‌کنند. این فرایند پایه و اساس تشکیل استخوان و دندان در بدن است (Golub, 2009).
اختلال در عملکرد وزیکول‌های ماتریکس با چندین بیماری پاتولوژیک مرتبط است. در استئوآرتریت، کاهش تولید یا عملکرد این وزیکول‌ها منجر به نقص در ترمیم غضروف می‌شود. در مقابل، در بیماری کلسیفیکاسیون عروقی، فعالیت بیش از حد این وزیکول‌ها باعث رسوب کلسیم در دیواره عروق خونی می‌گردد. درک بهتر این مکانیسم‌ها می‌تواند به توسعه درمان‌های جدید برای این بیماری‌ها منجر شود (Rutsch et al. , 2011).

## وزیکول‌های باکتریایی
وزیکول‌های غشایی باکتریایی (MVs) ساختارهای کروی با قطر ۲۰–۴۰۰ نانومتر هستند که توسط طیف وسیعی از باکتری‌های گرم‌منفی و برخی باکتری‌های گرم‌مثبت تولید می‌شوند. این وزیکول‌ها از غشای خارجی باکتری‌ها جوانه می‌زنند و حاوی ترکیبات متنوعی از جمله لیپوپلی‌ساکاریدها، پروتئین‌ها، DNA و حتی توکسین‌ها هستند (Schwechheimer and Kuehn, 2015).
وزیکول‌های باکتریایی نقش‌های متعددی در فیزیولوژی باکتری‌ها و تعامل آنها با میزبان ایفا می‌کنند. این وزیکول‌ها می‌توانند به عنوان وسیله‌ای برای انتقال عوامل بیماری‌زا عمل کنند، سیستم ایمنی میزبان را تعدیل نمایند، زیست‌لایه‌ها را تشکیل دهند و حتی در انتقال افقی ژن‌ها مشارکت داشته باشند. جالب توجه است که برخی باکتری‌های بیماری‌زا از این وزیکول‌ها برای تحویل توکسین‌ها به سلول‌های میزبان استفاده می‌کنند (Toyofuku et al. , 2019).
کاربردهای بالقوه وزیکول‌های باکتریایی در پزشکی بسیار گسترده است. از یک طرف، این وزیکول‌ها می‌توانند به عنوان واکسن‌های طبیعی بدون خطر عفونت مورد استفاده قرار گیرند، چرا که حاوی آنتی‌ژن‌های باکتریایی هستند اما فاقد مواد ژنتیکی لازم برای تکثیر می‌باشند. از طرف دیگر، مهندسی این وزیکول‌ها برای دارورسانی هدفمند و حتی درمان سرطان در حال بررسی است. همچنین، این وزیکول‌ها می‌توانند به عنوان نشانگرهای زیستی برای تشخیص عفونت‌های باکتریایی مورد استفاده قرار گیرند (Gujrati et al. , 2014).

## جدول تخصصی انواع وزیکول‌ها
| نوع وزیکول          | اندازه (nm) | منشأ تشکیل            | ترکیبات اصلی              | کاربردهای بالینی                               |
| ------------------- | ----------- | --------------------- | ------------------------- | ---------------------------------------------- |
| وزیکول‌های خارج‌سلولی | ۳۰–۲۰۰۰     | غشای پلاسمایی/اندوزوم | پروتئین‌ها، miRNA، لیپیدها | • تشخیص سرطان • واکسن‌های اگزوزومی • ترمیم بافت |
| وزیکول‌های سیناپسی   | ۴۰–۵۰       | دستگاه گلژی نورونی    | انتقال‌دهنده‌های عصبی       | • مطالعات آلزایمر • درمان پارکینسون            |
| لیپوزوم‌ها           | ۵۰–۱۰۰۰     | سنتز مصنوعی           | فسفولیپیدها، داروها       | • دارورسانی هدفمند • واکسن‌های mRNA             |
| وزیکول‌های گازی      | ۲۰۰–۱۰۰۰    | باکتری‌های آبزی        | پروتئین‌های Gvp            | • کنتراست سونوگرافی • زیست‌حسگرها               |
| وزیکول‌های ماتریکس   | ۳۰–۳۰۰      | سلول‌های استخوان‌ساز    | آنزیم‌های معدنی‌ساز         | • درمان پوکی استخوان • مهندسی بافت             |
| وزیکول‌های باکتریایی | ۲۰–۴۰۰      | غشای باکتریایی        | توکسین‌ها، آنتی‌ژن‌ها        | • واکسن‌های باکتریایی • تشخیص عفونت             |